# La traición en la amistad
La traición en la amistad es la única obra de teatro que se conserva de María de Zayas. No hay evidencia de que se llegase a representar nunca en público o en privado.

## Manuscrito
El texto ha llegado hasta nosotros a través de un único manuscrito del siglo XVII conservado en la Biblioteca Nacional de España. La existencia de errores en ciertos pasajes, característicos de los procesos de copia realizados por manos distintas a la del autor, sugiere que se trata de una transcripción cuya autoría y propósito permanecen desconocidos. No obstante, el manuscrito se encuentra en buen estado de conservación. Este documento ha servido como fuente principal para las ediciones modernas de la obra.

## Sinopsis
La obra comienza cuando Marcia confiesa a Fenisa que se ha enamorado perdidamente de Liseo nada más conocerlo. Aunque Fenisa también siente una atracción inmediata por él, insiste en negar sus sentimientos a su amiga. A medida que avanza la trama, se revela cómo Fenisa, priorizando el amor sobre la amistad, intenta rodearse de una corte de admiradores, entre ellos don Juan —antiguo enamorado de Belisa—, Lauro, Gerardo —el constante y no correspondido pretendiente de Marcia—, y el propio Liseo. Este último, tras prometer matrimonio a Laura, la abandona para cortejar a Marcia y entretenerse con Fenisa. Sin embargo, sus engaños son finalmente sancionados gracias a una ingeniosa estratagema ideada por Marcia y Laura, con la colaboración de Belisa, que lo obliga a cumplir su promesa de matrimonio. La misma acción propicia el castigo a Fenisa, quien sufre las consecuencias de su traición a la amistad quedando sola, mientras que Marcia, Belisa y Laura se casan con Gerardo, don Juan y Liseo, respectivamente. A esta triple unión se añade la boda de León y Lucía, quienes, con una visión más pragmática, declaran su intención de prosperar en la corte gracias a las artimañas aprendidas por Lucía al servicio de Fenisa.

## Temas
Se le clasifica como comedia de capa y espada.  Fenisa es quien tiene mayor peso en la obra y al anteponer su deseo a la amistad con Marcia, da el título a la comedia.
El tema central de la obra es la amistad entre mujeres. Mientras que los hombres, con excepción de Gerardo, parecen interesados en atraer la atención femenina principalmente como una forma de competir entre ellos, las mujeres se presentan como aliadas entre sí excepto Fenisa, que se distingue por no comportarse como amiga con las demás. Los personajes masculinos ofrecen perfiles distintos: Liseo trata a las mujeres como objetos sexuales, mientras que León, aunque sincero, se muestra cínico. Las mujeres también son variadas en carácter. Fenisa se diferencia notablemente de las otras: se interesa por varios hombres sin considerar los lazos de amistad. Laura, al creer que Liseo se casará con ella, accede a una relación sexual. Marcia, Belisa y Fenisa buscan la fidelidad de los hombres, aunque recurren al engaño para conseguirla.
Otro eje de la obra es el engaño motivado por el amor y sus consecuencias sobre la amistad. Como es habitual, el amor se acompaña de celos, y la acción se desarrolla a través del engaño. Lo singular de la obra radica en que estos conflictos se articulan principalmente en el universo femenino, poniendo en juego tanto la amistad entre mujeres como su honor.

## Estructura
Está dividida en tres jornadas: la primera tiene 862 versos y 10 cambios de metro, la segunda 935 versos y 14 cambios, y la tercera 1.117 versos y 17 cambios de metro. La primera jornada presenta el conflicto, la segunda el enredo y la tercera el desenlace.